# Całoroczny Zegar Słoneczny w Łodzi
Całoroczny Zegar Słoneczny – zegar słoneczny znajdujący się w Parku Staromiejskim w Łodzi, wybudowany w latach 1973–1975 według projektu Andrzeja Jocza i odrestaurowany w 2024 r.

## Historia
W 1973 w Polsce obchodzono 300-lecie urodzin Mikołaja Kopernika, a w Łodzi 550-lecie nadania praw miejskich. Z tej okazji zorganizowano konkurs na rzeźbę, którą odsłonięto w 1975. Całoroczny Zegar Słoneczny prawdopodobnie był pierwszą rzeźbą w Parku Staromiejskim. Powstał we współpracy naukowej z geodetą i nawigatorem – Janem Werszczyńskim.

## Architektura
Rzeźbę zaprojektował Andrzej Jocz. Wykonana jest z żelbetowego rdzenia pokrytego żółtymi i niebieskimi ceramicznymi płytkami z epoksydowego materiału kompozytowego oraz włókna szklanego dodanego podczas renowacji obiektu. Strzałka gnomonu została wykonana z brązu. Sześć otworów w rzeźbie symbolizuje planety, których liczba zgodna jest ze stanem wiedzy w okresie życia Mikołaja Kopernika. Każda z planet została podpisana na ceramicznych kafelkach symbolizujących orbity ciał niebieskich. Półkoliste wcięcie w narożniku jest symbolem słońca.
Na zegarze rozpisano lokalną szerokość geograficzną (51 stopni 47 minut)  znakami wykonanymi z brązu. Dookoła zegara usytuowane są szare, granitowe bloki, na których wyrzeźbiono godziny. Podstawa zegara ma wymiar 16,5 × 16,5 m i wyłożona jest granitem oraz ciemniejszym sjenitem, z którego zostały wykonane paski łączące centralną rzeźbę i granitowe bloki.